# Cristóbal Lloréns

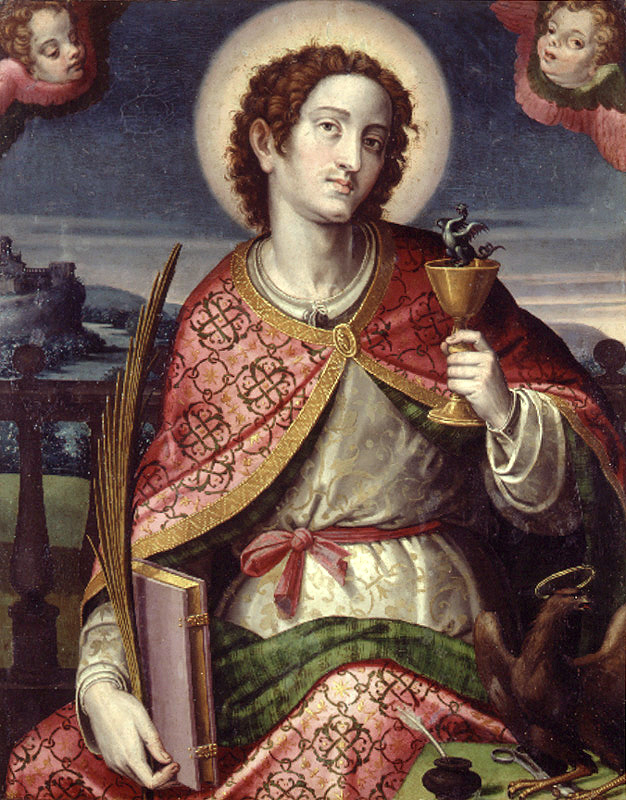
San Juan Evangelista, óleo sobre tabla, 82 x 65 cm, Museo de Bellas Artes de Valencia.

Cristóbal Llorens (c. 1553-1617) fue un pintor tardorenacentista valenciano, discípulo y continuador del estilo de Juan de Juanes.

## Biografía
Llamado alguna vez Cristóbal Llorens I o el mayor para diferenciarlo de su sobrino, Cristóbal Llorens II (1571-1645), un mediocre y muy retardatario pintor con el que en el pasado fue confundido generando confusión de fechas, nació en Bocairente donde pudo conocer a Juan de Juanes, cuyo testamento recibió el 20 de diciembre de 1579 en su calidad de notario, oficio que debió de aprender, a la vez que el de pintor, con ayuda de su hermano Onofre Llorens, cirujano. 
Se han documentado numerosos retablos contratados por él, tanto en localidades de Valencia como de la provincia de Alicante, aunque en su mayor parte se trata de obras no conservadas. En 1591 fue llamado a Valencia con otros pintores para que informase sobre la decoración de la Sala Nova del palacio de la Generalitat, de lo que se excusó por hallarse ocupado en el retablo del Rosario de la parroquial de Elda, acabado un año después; en 1593 se encontraba en Caudete, pintando el también desaparecido retablo de las Almas, y en 1594, tras trabajar en Onteniente para los dominicos, contrató con el monasterio jerónimo de San Miguel de los Reyes las pinturas de los retablos de San Sebastián y de la Magdalena, en los que trabajó hasta 1597. Este mismo año contrató por 725 libras la pintura y dorado del retablo mayor de la parroquia de la Asunción de Alacuás que es, con el retablo de San José de la misma iglesia (1612), el punto de partida para definir su estilo, caracterizado por la repetición de los modelos joanescos, la corrección en el dibujo, los rostros angulosos, una pincelada dura y minuciosa atenta a los detalles y los fondos paisajísticos flamencos. Estos rasgos son también los que se advierten en el San Juan Evangelista del Museo de Bellas Artes de Valencia, o en las tablas de un primitivo retablo dedicado a los Misterios del Rosario, conservadas en la iglesia de Santa María de Alcoy, entre otras obras atribuidas al pintor.
En 1607 se encontraba en Valencia, donde había fijado su residencia, documentándosele entre los directivos del Colegio que con carácter gremial los pintores valencianos se proponían crear, en el que ostentaba el cargo de conservador, aunque siguió viajando para realizar trabajos fuera de la capital: retablos mayores de las iglesias parroquiales de Torrente (1607) y Cuatretonda (1608-1611) y retablo de Nuestra Señora del Rosario en Vinaroz (1615), todos ellos desaparecidos. Las últimas noticias que de él han llegado, de 1616 y febrero de 1617, están relacionadas con el citado Colegio de Pintores, en alguna ocasión reunido en su propio domicilio, «fora los murs de la present ciutat, entre lo portal de la Mar y lo convent de Nra. Sra, del Remey», y con los pleitos surgidos en torno a él, en los que su oficio de notario pudo ser de alguna utilidad.